# Relations entre l'Indonésie et les Pays-Bas
Les relations entre l'Indonésie et les Pays-Bas sont les relations internationales s'exerçant entre deux États, les Pays-Bas et l'Indonésie, qui partagent une histoire commune avec l’installation de la Compagnie néerlandaise des Indes orientales en Asie du Sud-Est et l'établissement des Indes orientales néerlandaises jusqu'au milieu du XXe siècle avant la proclamation de la république d'Indonésie le 27 décembre 1949.
Au début du XXIe siècle, le gouvernement néerlandais s'est engagé à renforcer ses relations avec l'Indonésie, notant que les contacts économiques, politiques et interpersonnels devraient être encore renforcés.

## Histoire des relations bilatérales

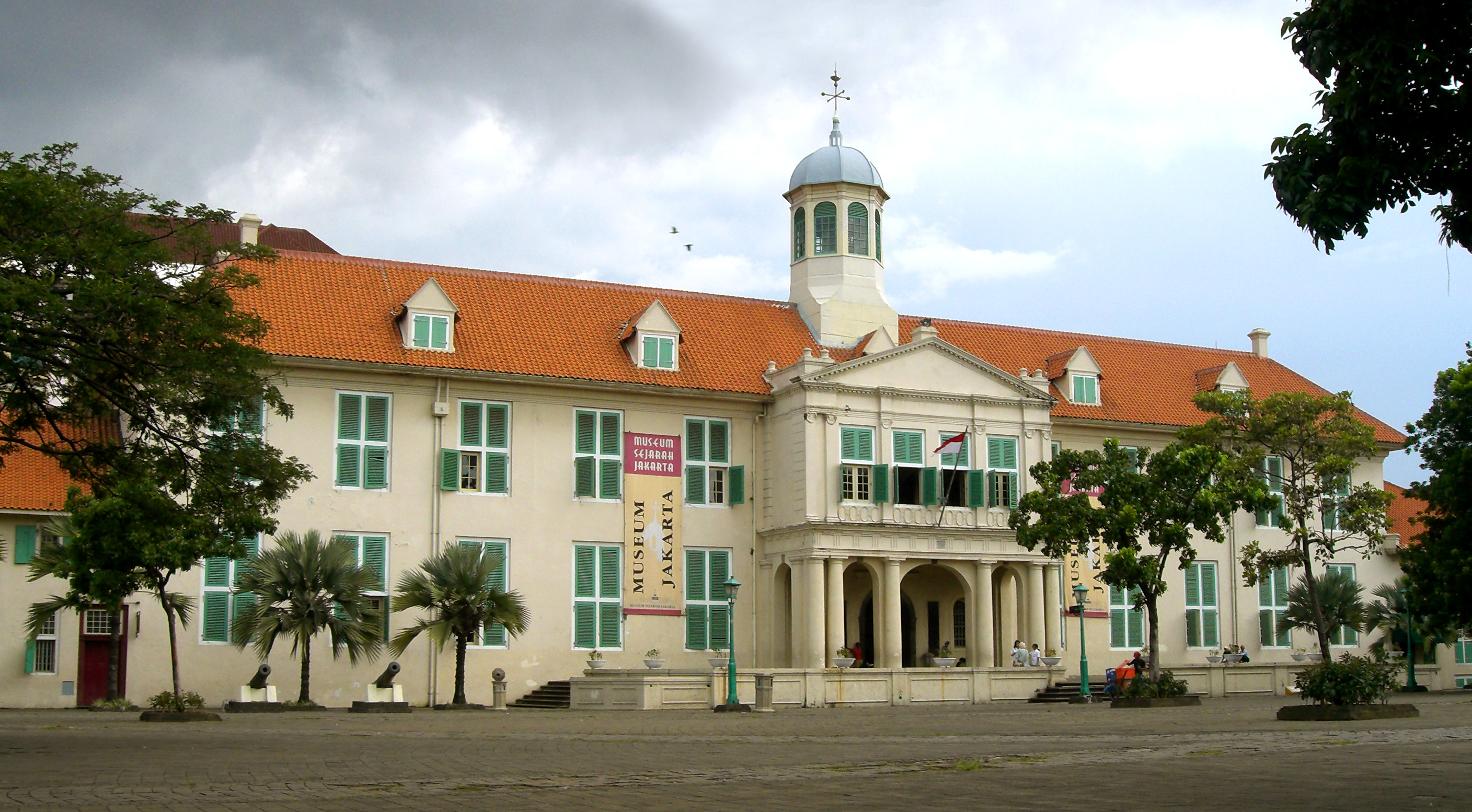
Stadhuis of Batavia, l'ancien siège de la Compagnie néerlandaise des Indes orientales, devenu le musée d'histoire de Jakarta

En 1603, la Compagnie néerlandaise des Indes orientales a commencé ses opérations dans l'archipel indonésien et a mené des guerres pour étendre son domaine. Après la faillite de compagnie en 1800, les Pays-Bas prennent le contrôle de l'archipel en 1826 avec l'établissement des Indes orientales néerlandaises. L'armée mènent plusieurs guerres avec les peuples indigènes mais aussi face aux Britanniques pour le contrôle de l'île de Java.
Après un siècle d'esclavage ou d'exploitation forcées des populations indigènes (Cultuurstelsel, le gouvernement néerlandais assouplit sa politique colonialiste pour se préoccuper d’améliorer les conditions de vie des paysans. La nouvelle politique du XXe siècle vise à développer l’agriculture et les services sociaux et éducatifs, ainsi que les chemins de fer, les routes et les services maritimes entre les îles. Elle entraîne des progrès dans le domaine de la santé publique, mais est insuffisante face à la sous-alimentation.
Mis à l'écart, les musulmans initie à partir juste avant la Première guerre mondial le mouvement pour acquérier leur indépendance (Le "Réveil national") ; sous la pression du mouvement national, le Conseil du Peuple (ou Volksraad) est créé le 16 décembre 1916 suivi le 23 juin 1925 par l'établissement d'une Constitution coloniale des Indes néerlandaises (Indische Staatsregeling).
À l'aube de la Seconde guerre mondiale,le Congrès du Peuple indonésien adopte d'abord l'Indonésien comme langue nationale, le drapeau rouge et blanc et le chant Indonesia Raya comme hymne national puis, en février 1940, le Volksraad demande la création d’un gouvernement autonome indonésien. L'Indonésie passe sous occupation japonaise entre 1942 et 1945 et le gouvernement néerlandais lui s'installe à Londres.
En avril 1944, les Alliés déclenchèrent les opérations Reckless and Persecution, en débarquant en Nouvelle-Guinée occidentale, la manœuvre se confondant avec la campagne de Nouvelle-Guinée. Le 17 août 1945, deux jours après l'annonce de la capitulation japonaise, Soekarno proclama l'indépendance de la république d’Indonésie, prélude à la révolution nationale indonésienne et à l'indépendance du pays en 1949.
Devant les pressions internationales (monde musulman, Australie, États-Unis), le gouvernement de La Haye doit se résoudre à négocier pour accorder l’autonomie partielle à l’Indonésie. Les Néerlandais tentent toutefois de reprendre en main leur ancienne colonie en débarquent des troupes militaires ; la Revolusi, période d'affrontement militaire et diplomatique avec les Pays-Bas, dure jusqu'au 2 novembre 1949. À la conférence de la Table ronde de La Haye (août-décembre 1949), les Néerlandais acceptent de transférer la souveraineté sur la totalité de l’Indonésie, excepté la Nouvelle-Guinée occidentale, à la république des États-Unis d'Indonésie avant la fin de l’année. L’union toute symbolique avec les Pays-Bas sera dissoute officiellement en 1954.[pas clair]

## Représentations

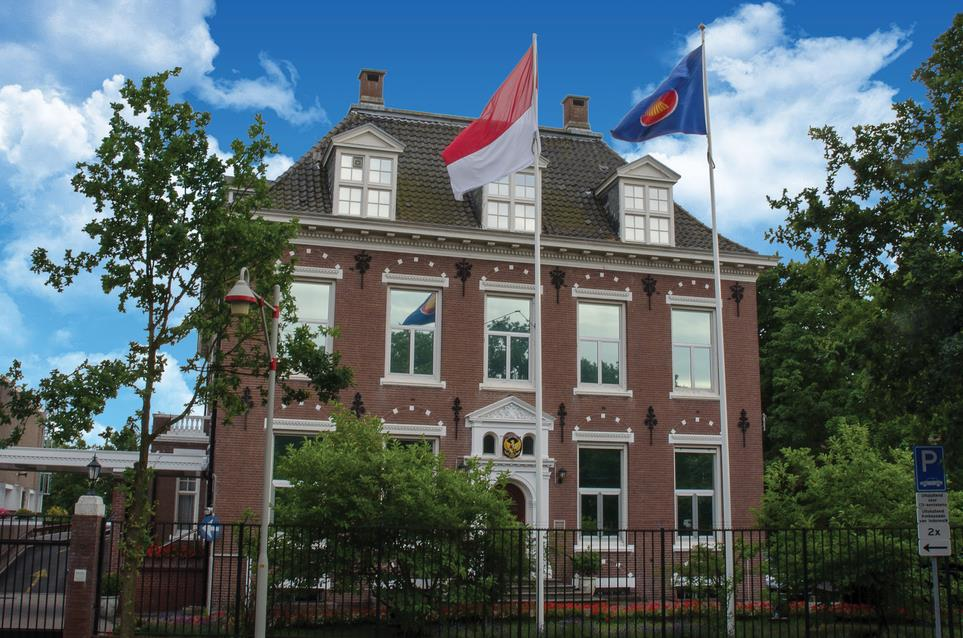
Ambassade de l'Indonésie aux Pays-Bas

L'ambassade indonésienne est située à La Haye tandis que celle des Pays-Bas est installé à Jakarta.
Le 22 avril 2016, le président Joko Widodo effectue une visite officielle aux Pays-Bas. Le 10 mars 2020, le roi Willem-Alexander effectue une visite royale en Indonésie et a présenté des excuses surprises pour la violence excessive utilisée au cours des premières années de l'indépendance de l'Indonésie.